# Правый Кирганик
Правый Кирганик — река на полуострове Камчатка в России.
Длина реки — 30 км. Впадает в реку Кирганик справа на расстоянии 67 км от устья. Высота устья — 364,3 м над уровнем моря.
По данным государственного водного реестра России относится к Анадыро-Колымскому бассейновому округу. Код водного объекта 19070000112120000013512.

## Притоки
- 12 км: Благовидовская[2]
- 15 км: Добрая[2]